# 鲁山县人民检察院
鲁山县人民检察院是中华人民共和国河南省鲁山县的基层人民检察院。鲁山县检察院前身是1953年2月成立的鲁山县人民政府检察署，1955年6月改为鲁山县人民检察院。文化大革命期间，检察院受到冲击，工作瘫痪。1967年3月，鲁山县人民武装部派出军管组对县人民检察院进行军管。1978年12月，鲁山县人民检察院恢复。

## 争议事件
2018年9月21日，鲁山县检察院新浪微博发表文章《鲁山一初中生一时冲动犯错 检察官介入下双方冰释前嫌》，引起了争议。根据文章，鲁山县一名16岁的少年小赵强奸了一名17岁的少女，县检察院于7月24日批准逮捕小赵。检察院联系调解委员会使双方父母和解，男方家属赔偿受害人8万元人民币。之后，检察院赶在9月份开学之前将小赵的强制措施从逮捕改为取保候审，他得以重返校园，他的母亲为检察院送了写有“执法为民、尽职尽责、情系少年、倾心相助”的锦旗。文章引起争议后，检察院微博将此文章删除。平顶山市人民检察院称已介入调查。
强奸案和解文章引起争议之后，有记者注意到鲁山县检察院曾促成一起未成年人故意杀人案和解，并使得凶手获得从轻处罚。凶手与被害人均为鲁山县某中学高一学生，故意杀人案源于校园欺凌。根据鲁山县检察院微信的文章，检察院积极促成双方和解，并将凶手的强制措施由逮捕改为取保候审，还与教育部门联系将他转入另一所高中继续读书。鲁山县检察院提起公诉后仅18天法院便宣判了结果。法院采纳了检察院的缓刑建议，最终判处凶手李某某有期徒刑三年缓刑三年。鲁山县人民检察院将此案送交河南省检察机关第二届未成年人检察精品十大案件评选，最终成功入选并排名第七。有律师认为，鲁山县检察院的做法违反了中华人民共和国刑法。